# Edwardsville (Alabama)
Edwardsville es un pueblo ubicado en el condado de Cleburne en el estado estadounidense de Alabama. En el censo de 2000, su población era de 186. 

## Demografía
En el 2000 la renta per cápita promedia del hogar era de $ 19.808$ , y el ingreso promedio para una familia era de 29.792$. El ingreso per cápita para la localidad era de 12.835$. Los hombres tenían un ingreso per cápita de 30.500$ contra 21.250$ para las mujeres.

## Geografía
Edwardsville está situado en 33°42′25″N 85°30′38″O / 33.70694, -85.51056 (33.707182, -85.510560).
Según la Oficina del Censo de los EE. UU., la ciudad tiene un área total de 0.96 millas cuadradas (2.48 km ²).